# 칠레바위쥐
칠레바위쥐(Aconaemys fuscus)는 데구과에 속하는 설치류의 일종이다. 아르헨티나와 칠레의 안데스 고원에서 발견된다.

## 특징
칠레바위쥐는 꼬리가 짧은 설치류의 일종이다. 바위쥐속에 포함되며, 투코투코속(Ctenomys) 종들과 유사하지만, 땅 속 생활을 하기 위해 특별히 발달되지 못했다. 귀가 다소 더 크고, 땅을 팔 수 있는 앞발의 발톱은 작고, 뒷발의 털 끝은 파낸 흙을 뒤로 밀어내는 데 사용하며 크기가 작다. 칠레바쥐쥐의 상체는 진한 갈색을 띠며, 하체는 불그스레한 갈색부터 흰색까지 다양하다. 1966년과 1984년에 서로 다른 곳에서 발견된 샘플 표본이 기술되었고, 꼬리를 제외한 몸길이는 135~187mm이고, 꼬리는 58~80mm 정도이다. 핵형은 2n=56, FN=108이다.

## 분포 및 서식지
남아메리카 안데스 고원의 아르헨티나와 칠레 일부 지역의 토착종이다. 아르헨티나의 위도 약 33°와 41°S 사이에 분포하며, 대나무와 코아규로 이루어진 울창한 숲에서 제한적으로 서식하지만, 칠레에서는 수림 경계선 위의 보통 덤불 속의 아라우카리아 및 남부너도밤나무 숲에서 발견된다. 해발 약 4000m 이하 지역에서 발견된다.

## 생태
칠레바위는 반화석종의 일종으로 거미줄처럼 1m마다 입구에 얕은 굴과 통행로를 만든다. 코루로와 투코투코류의 굴과 유사한 굴을 만들며, 이 굴은 긴털밭쥐(Akodon longipilis)와 긴발톱두더지생쥐(Geoxus valdivianus)가 이용하기도 한다. 군집 생활을 하는 동물로 보이며 뿌리와 씨앗, 특히 칠레에서 아라우카리아 뿌리와 씨앗을 먹는다. 주로 밤에 활동하지만, 낮에 보이기도 한다. 눈 아래에서 움직이는 활동적일 때, 겨울철에 먹을 먹이를 저장한다.

## 보전 상태
칠레바위쥐는 분포 지역이 넓고 개체수가 풍부한 것으로 추정된다. 특별한 위협 요인은 없으며, 국제 자연 보전 연맹(IUCN)이 보전 등급을 "관심대상종"으로 지정했다.